# 小野喜一
小野 喜一（おの きいち、1983年11月28日 - ）は、日本の元ラグビー選手。

## プロフィール
- 大分県出身。
- ポジションはナンバーエイト(No8)。
- 身長 176cm、体重 88kg
- ニックネームはキイチ。
- 全国大学オールスターゲームの西軍代表候補選手に選ばれたことがある[1]。

## 略歴
2002年、天理教校学園高校卒業後、天理大学に入学する。
2005年、天理大学ラグビー部の主将に就任した。
2006年、天理大学卒業後、トヨタ自動車ヴェルブリッツに加入。
2007年11月3日に行われたジャパンラグビートップリーグ第2節の三菱重工相模原ダイナボアーズ戦に先発出場で公式戦初出場を果たす。
2010年、現役を引退した。